# Хронологија ДФЈ и КПЈ октобар 1945.
Хронолошки преглед важнијих догађаја везаних за друштвено-политичка дешавања у Демократској Федеративној Југославији (ДФЈ) и деловање Комунистичке партије Југославије (КПЈ), као и општа политичка, друштвена, спортска и културна дешавања која су се догодила у току октобра месеца 1945. године.
| ← септембар | ← септембар | ← септембар | ← септембар | ← септембар | ← септембар | ← септембар | ← септембар | ← септембар | Хронологија ДФЈ и КПЈ током 1945. године | Хронологија ДФЈ и КПЈ током 1945. године | Хронологија ДФЈ и КПЈ током 1945. године | Хронологија ДФЈ и КПЈ током 1945. године | Хронологија ДФЈ и КПЈ током 1945. године | Хронологија ДФЈ и КПЈ током 1945. године | Хронологија ДФЈ и КПЈ током 1945. године | Хронологија ДФЈ и КПЈ током 1945. године | Хронологија ДФЈ и КПЈ током 1945. године | Хронологија ДФЈ и КПЈ током 1945. године | Хронологија ДФЈ и КПЈ током 1945. године | Хронологија ДФЈ и КПЈ током 1945. године | Хронологија ДФЈ и КПЈ током 1945. године | Хронологија ДФЈ и КПЈ током 1945. године | Хронологија ДФЈ и КПЈ током 1945. године | новембар → | новембар → | новембар → | новембар → | новембар → | новембар → | новембар → |
| 1           | 2           | 3           | 4           | 5           | 6           | 7           | 8           | 9           | 10                                       | 11                                       | 12                                       | 13                                       | 14                                       | 15                                       | 16                                       | 17                                       | 18                                       | 19                                       | 20                                       | 21                                       | 22                                       | 23                                       | 24                                       | 25         | 26         | 27         | 28         | 29         | 30         | 31         |

### 4. октобар
- У Београду основано Фискултурно друштво Централног дома Југословенске армије „Партизан”, које је након реорганизације 1950. постало спортско друштво, а од 1960. носи назив Југословенско спортско друштво „Партизан”.

### 5. октобар
- Влада Федералне Дражеве Хрватске донела Указ којим је месту Кореница промењен назив у Титова Кореница. Указ је донет на основу предлога становништва Коренице, а назив Титова Кореница задржан је до 1992, односно 1997. године.

### 8. октобар
- Др Иван Шубашић и др Јурај Шутеј поднели оставке на место министра иностраних послова, односно место министра без портфеља у Привременој влади ДФЈ.[1]

### 10. октобар
- У Скопљу, 10. и 11. октобра, боравио маршал Југославије Јосип Броз Тито, где је присуствовао прослави Дана устанка народа Македоније.[2]

### 16. октобар
- У Приштини одржана Оснивачка обласна конференција Јединствених синдиката радника и намештеника Косова и Метохије, којој је присуствовао 241 делегат. На Конференцији се највише расправљало о положају занатских и пољопривредних радника-надничара. На крају је изабран Обласни и Извршни одбор, за чијег председника је изабран Крсто Филиповић.[3]

### 20. октобар
- У Београду, поводом годишњице ослобођења, одржана војна парада којом је командовао генерал Павле Јакшић. Увече истог дана, одржана је свечана академија у Народном позоришту.[4]

### 21. октобар
- Јосип Броз Тито боравио у посети Крагујевцу, где је присуствовао четвртој годишњици крагујевачког масакра из 1941. године. Најпре је обишао споменик палим борцима у борбама за ослобођење Крагујевца, а потом је присуствовао свечаном дефилеу јединица Југословенске армије, након чега се обратио грађанима Крагујевца.[4]

### 25. октобар
- У листу „Борба“ објављен чланак Јосипа Броза Тита у којем се осуђује тзв. „Пастирско писмо“, које су 20. септембра потписали сви бискупи на челу са надбискупом Алојзијем Степинцем. Тито је у чланку нагласио да „писмо“ својом садржином јасно потврђује да су његови иницијатори непријатељски расположени према Новој Југославији.[3][4]

### 26. октобар
- Привремена народна скупштина ДФЈ усвојила неколико закона, међу којима су — Закон о допуни Закона о избору народних посланика за Уставотворну скупштину, Закон о изменама и допунама Закона о радничким повереницима, Закон о седмогодишњем основном школовању и др.[3]